# 突吻曲口魚
突吻曲口魚（學名：Campostoma anomalum）為輻鰭魚綱鯉形目雅羅魚科曲口魚屬的其中一種，分布於北美洲美國大西洋沿岸、五大湖、密西西比河，從紐約州西到北達科他州和懷俄明州，南到南卡羅來納州和德克薩斯州和加拿大哈德遜灣盆地淡水流域，本魚體延長而側扁，唇後，口亞下位，下唇上有一個堅硬的軟骨脊，身體兩側有不規則的深色鱗片斑塊。繁殖期雄魚有橙色的鰭，背鰭上有黑色帶，通常在臀鰭上有繁殖結節（角化生長）也覆蓋頭部、背部和身體兩側，體長可達22公分，棲息在水流湍急、沿石底質的河川底中層水域，以藻類、水生昆蟲及有機碎屑為食，雄魚在冬末開始築巢，並持續整個仲夏，通過用鼻子沿著底部滾動石頭，在平靜的水域中形成大的碗形凹陷，並保衛巢穴，雌魚產卵期在早春和夏季，因地區而異，溫暖氣候中的魚通常比寒冷氣候中的魚產卵早。

## 扩展阅读
維基物種上的相關：突吻曲口魚